# Templo y teatro de San Nicola
El Templo y Teatro de San Nicola es un antiguo teatro romano situado en el municipio de Pietravairano, en Campania.

## Historia
El teatro fue inaugurado en época republicana en una de las estribaciones del Monte San Nicola, en la zona de Caserta.
Olvidado incluso en la época moderna, fue redescubierto por casualidad el 4 de febrero de 2000 por Nicolino Lombardi, estudioso e historiador de la misma zona, durante una sesión de parapente y ala delta. 
En los años inmediatamente siguientes (a partir de 2002) el sitio arqueológico fue restaurado, con el fin de protegerlo y poder utilizarlo para el turismo.

## Descripción
El templo-teatro se caracteriza por dos particularidades: estar en la cima de una montaña (a unos 520 m sobre el nivel del mar) y tener, precisamente, un templo religioso y un teatro antiguo fusionados en una sola estructura.
Del templo sólo quedan la base y el trazo de la planta interna, mientras que el teatro aún se encontraba en buen estado en el momento de su redescubrimiento (especialmente el auditorio semicircular). Se supone que el teatro tenía una capacidad de unas 2000 personas.